# Пуряєва Наталія Володимирівна
Наталія Володимирівна Пуря́єва (народилася 29 січня 1976 у місті Вінниці) — українська мовознавиця та письменниця, кандидат філологічних наук, старший науковий співробітник Інституту української мови НАН України.

## Освіта і наукові ступені
Закінчила українсько-польське відділення філологічного факультету Дрогобицького державного педагогічного інститут імені Івана Франка. Там же вивчила українську мову.
Кандидат філологічних наук. Кандидатська дисертація на тему: «Формування української церковно-обрядової термінології (назви богослужбових предметів)» (2001).

## Наукові зацікавлення
Коло наукових зацікавлень: історія української мови, зокрема функціонування української мови в богослужінні, церковно-обрядова термінологія та лексикографія, джерелознавство.

## Різне
Має сина Матвія. Зібрала близько 2 тисяч томів власної бібліотеки.
Прозу про дітей почала писати ще в школі у товстий із картонною палітуркою зошит. Зразками для наслідування стали «Том Соєр» Марка Твена і «Маленький обірванець» Джеймса Ґрінвуда.

## Основні публікації
Художні
- Наталія Пуряєва про Омеляна Ковча, Івана Павла ІІ, Олександра Меня, Далай-ламу XIV, Валерія Марченка[2]

Наукові
- Українська церковно-обрядова термінологія // M. Moser. Das Ukrainische als Kirchensprache — Українська мова в Церквах. — Wien, 2005. — S. 353–411.
- Професор Василь Васильович Німчук: У напрямку adfontes // Василь Васильович Німчук: Бібліографія до 75-річчя. — Київ, 2008. — С. 3-44.
- Український «Отче наш» як дзеркало проблем українського богослужбового перекладу // Українська мова, 2008. — № 2. — С. 57-69; № 4. — С. 59-72.
- Історія українського правопису XVI — XX століття. Хрестоматія / Упорядники В. В. Німчук, Н. В. Пуряєва. — К.: «Наукова думка», 2004.
- Дещо про мову богослужіння взагалі та про словник мови богослужіння зокрема // Лексикографічний бюлетень. — Вип. 10. — К., 2004. — С. 51-60.
- Церковно-обрядова термінологія: номенклатура богослужбових книг // Волинь — Житомирщина: Історико-філологічний збірник з регіональних проблем. — Житомир, 2003. — С. 86-103.
- Термінологія Таїнства Євхаристії // Українська мова. — 2003. — № 1. — С. 10-117.
- Словник церковно-обрядової термінології. — Львів, Свічадо, 2001. — 160 сторінок. ISBN 996-561-228-X.
- Українська церковна титулатура // Мовознавство. — 2000. — № 2-3. — С. 45-54.
- Варіантність у сучасній церковно-обрядовій термінології: проблема термінографічного відображення // Християнство й українська мова: Матеріали наукової конференції. — К., 2000. — С. 101–111.
- Українська церковно-обрядова термінологія: проблеми термінографічної семантизації // Богословія. — Т. 64. — Львів, 2000. — С. 147–159.